# シャルル・フランソワ・デュムリエ
シャルル・フランソワ・デュ・ペリエ・デュ・ムリエ （仏：Charles François du Perrier du Mouriez、1739年1月26日 – 1823年3月14日）は、フランスの軍人、政治家。du Mouriez は Dumouriez（発音: [dymuʁje]の表記が通用されており、日本語では中点抜きでデュムリエまたはデュムーリエと表記される。ロスバッハの戦いで頭角を現し、コルシカ独立戦争にも参加した。1792年3月にジロンド派内閣の外務大臣に就任。フランス革命戦争では革命政府の北部軍司令官としてヴァルミーの戦いなどで活躍したが、のちにルイ・フィリップ (フランス王)となるシャルトル公を従えて、王政再建を標榜し、革命政府と敵対する道を選んだ。1793年4月に亡命、1823年に英国で没した。